# Klimperei
 (août 2022).
Si vous disposez d'ouvrages ou d'articles de référence ou si vous connaissez des sites web de qualité traitant du thème abordé ici, merci de compléter l'article en donnant les références utiles à sa vérifiabilité et en les liant à la section « Notes et références ».

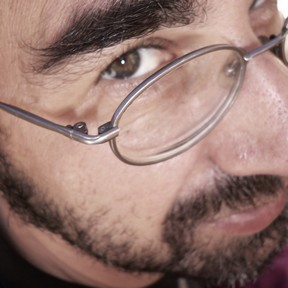
Christophe Petchanatz

Klimperei est un groupe de musique français.

## Biographie
Fondée en 1985 par Françoise Lefebvre et Christophe Petchanatz (France), la formation se consacre à la composition de courtes pièces instrumentales minimales et enfantines, dans l'esprit d'Erik Satie ou de Nino Rota.
Les chroniques et critiques (cf. les nombreux articles cités sur le site officiel du groupe) parlent de « toy-music, naïve, minimale, néo-classique, bizarre, avant-gardiste, lunaire, boîte à jouets renversée... ».
Depuis 2002 ce projet est conduit par Christophe Petchanatz seul.
Klimperei s'est produit également avec « ses amis » dans une formation à géométrie variable, fondée en 2007 sous l'impulsion de Sébastien Morlighem, du label Jardin au Fou. La musique jouée était improvisée.
Membres de Klimperei et ses amis :
Madame Patate, Pascal Ayerbe, Jacques Barbéri, Roberto Cavalcante, David Fenech, Denis Frajerman, Dominique Grimaud, Stéphane Obadia, David Passegand, Philippe Perraudin, Christophe Petchanatz, Sylvain Santelli (avec qui il fonde également Klimparag en 2009).

## Discographie

### Compilations et participations
- 2000 : participation au festival japonais Beyond Innocence
  - une pièce avec Yamamoto Seiichi (percussion)
  - une pièce avec Mizutani Yasuhisa (alto sax)

- 2000 : Reprise de Annabelle cocollos sur un disque du groupe japonais Club Lunatica
- 2000 : Enregistrement d'un morceau pour un disque compilation de Robert Wyatt
- 2000 : Enregistrement d'un morceau pour la compilation du Second anniversaire de Ouzel (Italie)

- 2001 : Trois morceaux sur la Musique du Jouet, compilation Novel Cell Poem (Japon)
- 2001 : Un morceau sur Non Existence, compilation russe
- 2001 : Sept morceaux sur No more, no mouroir, compilation française

- 2002 : Un morceau avec Sylvia Horvath sur Zone de Rêve, compilation Studio Forum
- 2002 : Un morceau (la valse des sables) sur You cannot hold diy - it is an adjective - compilation Ouzel

- 2003 : un track with the Pancakes (Hong-Kong) on the the CD 'stereo radio / left'
- 2003 : un track (mikey can't sleep) with Frank Pahl on the CD 'the back of beyond' on Novel Cell Poem, Japan
- 2003 * cinq tracks (le voisin, énervé, viens faire un tour sur mon scooter, les haricots, le ver) on Pechno Hits, compilation

- 2005 : un track (hippopotames sous l'eau) in Psycho Pop vol. 1
- 2005 : trois tracks (stick qui soûle, petite odile, dans ta bouche) in Ignoble Vermine (tribute to ptôse)

- 2007 : une piste (theme for Alix) with David Fenech on Polochon Battle, David Fenech

- 2009 : deux tracks (hé! hé! hé!, valse d'Atoya) with Chapi Chapo & les petites musiques de pluie on Chuchumuchu

- 2010 : deux morceaux dans la compilation Chansons Jamais Entendues A La Radio, Musea, France

- 2011 : deux morceaux (un avec Dominique Grimaud, l'autre avec Daevid Allen) dans la compilation Veterans Of The French Underground Meet La Jeune-Garde, Musea, France

- 2012 : deux morceaux avec Madame Patate sur l'album Madame Patate (LP), In-Poly-Sons, France
- 2021 : Rainbow De Nuit - album en duo avec David Fenech (LP), Marionette, Canada

## Illustrations musicale de films
- 2007 : Illustration musicale pour Bourztwiller 420 - détruire disent-ils, documentaire de Zouhair Chebbale
- 2007 : Musique originale pour Pierre Brice, l'illustre inconnu du cinéma français, documentaire d'Oliver Schwehm pour Arte
- 2008 : Musique pour le DVD Makocat au Japon
- 2010 : Musique pour le film Balada Catalana de Laen Sanches